# Herrschaft Prechtal

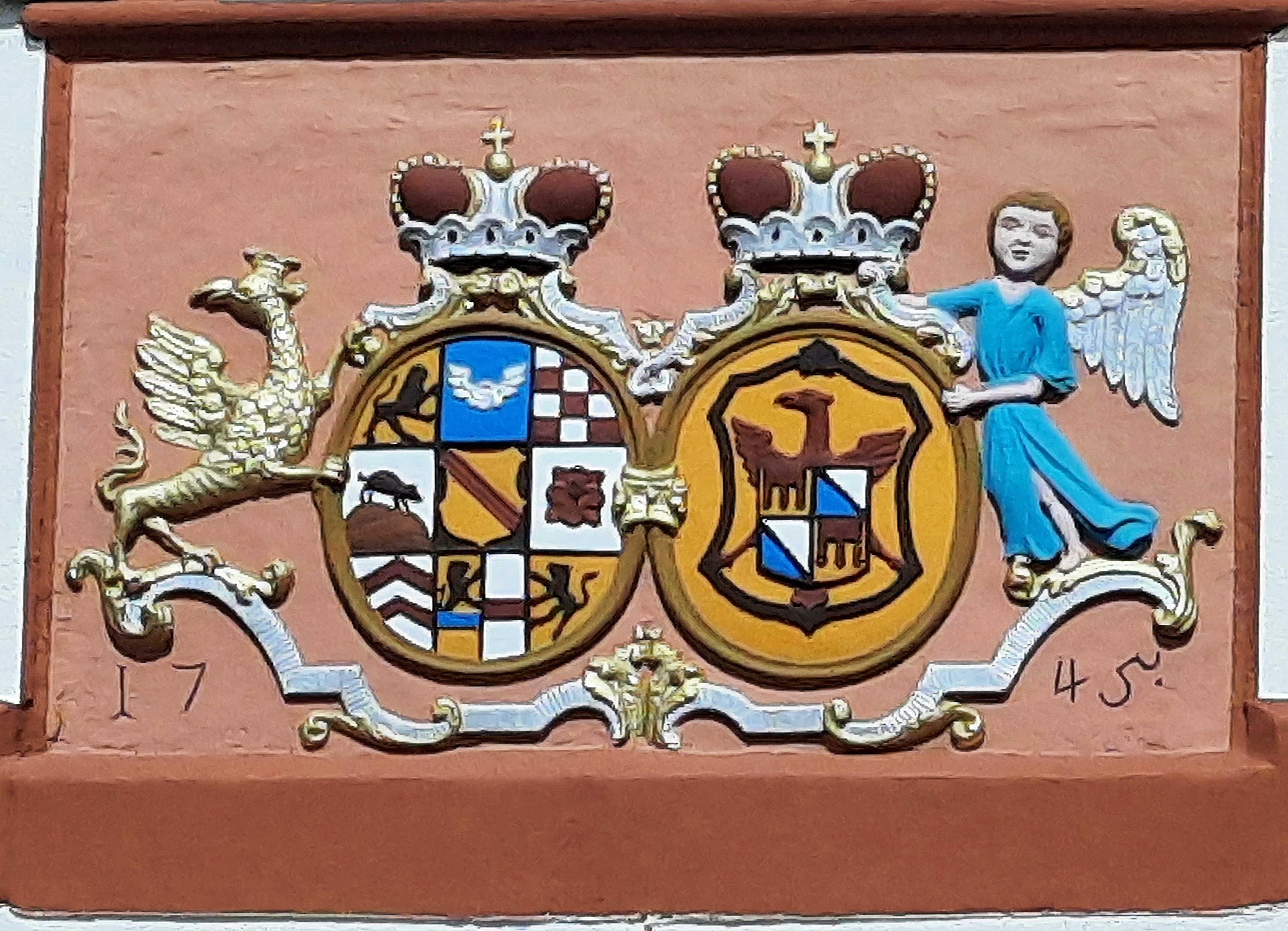
Wappen der Markgrafen von Baden und der Grafen von Fürstenberg am „Ladhof“ in Elzach, dem ehemaligen gemeinsamen Amtsgebäude im Kondominat Prechtal.

Die Herrschaft Prechtal war ein von 1409 bis 1810 bestehendes Kondominat der Markgrafschaft Baden-Hachberg (bzw. deren Rechtsnachfolger Markgrafschaft Baden und Markgrafschaft Baden-Durlach) einerseits und der Grafen (später Fürsten) von Fürstenberg andererseits. Die Herrschaft lag geografisch im oberen Elztal.

## Geschichte
Die Grundherrschaft im Prechtal hatte seit der ersten urkundlichen Erwähnung von „Bregen“ im Jahr 1178 das Waldkircher Kloster St. Margarethen, dessen Vögte seit dem 12. Jahrhundert die Freiherren von Schwarzenberg waren. Das „Tal Gebreche“ bildete eines von fünf Meiertümern des Klosters. Den Niedergang des Benediktinerinnen-Klosters im 14. Jahrhundert nutzten die Freiherren von Schwarzenberg um ihre Stellung als Vögte zu einer rechtlich und wirtschaftlich beherrschenden Stellung auszubauen. Im Bestreben auch eine Landeshoheit zu erlangen, lehnten sich die Schwarzenberg an die Habsburger an und galten ab Ende des 14. Jahrhunderts als Lehensleute der Habsburger. Die Vogteirechte über das Prechtal hatten sie nun als habsburgischen Lehen. Die Grafen von Habsburg-Laufenburg, Hans, Rudolf und Götz (Gottfried) gaben 1362 das Prechtal dem Grafen Hug von Fürstenberg-Haslach als Lehen. Dessen Nachfolger, Graf Johann von Fürstenberg-Haslach, starb 1386 in der Schlacht bei Sempach, womit seine Nebenlinie des Hauses Fürstenberg endete. Die Habsburger betrachteten das Lehen damit als an sie zurückgefallen und belehnten nicht den Grafen Heinrich IV. von der Fürstenberger Hauptlinie. Graf Hans IV. von Habsburg-Laufenburg belehnte stattdessen den Markgrafen Hesso von Baden-Hachberg mit dem Prechtal der 1390 als Lehensnehmer auftritt. Der Habsburger hatte demnach zugesagt, dass im Falle seines Todes ohne männliche Leibeserben das Lehen in das Eigentum der Markgrafen fallen solle. Dieser Fall trat 1408 ein. Allerdings hatte Graf Hans im Oktober 1406 das Lehen Prechtal an die Grafen Konrad, Heinrich und Egon von Fürstenberg vergeben, wofür diese auf Schuldforderungen verzichteten.
Heinrich IV. von Fürstenberg verstarb ebenfalls 1408 und Markgraf Hesso 1409. Graf Konrad von Fürstenberg-Wolfach – ein Sohn Heinrich IV. – hatte bereits 1407 die Regierung über das Kinzigtal und den Streit mit Baden über das Prechtal übernommen, wobei er auch militärische Gewalt anwandte. 1409 waren die Stadt Straßburg und Graf Eberhard von Württemberg als Vermittler tätig und Straßburg erreichte einen Waffenstillstand zwischen Markgraf Hesso und Graf Konrad. Vor weiteren geplanten Güteterminen verstarb Markgraf Hesso im September 1409. Aus den Schreiben des Grafen Eberhard ist abzuleiten, dass Hessos Erben die Verhandlungen weiter führten. Es wird angenommen, dass es bereits 1409 zu einer Schlichtung kam und seither das Prechtal als Kondominat geführt wurde.
Bereits 1415 verkaufte der letzte Markgraf von Baden-Hachberg, Otto II., die Markgrafschaft an seinen entfernten Vetter, Markgraf Bernhard von Baden, womit die Markgrafen von Baden die Mitherrschaft im Prechtal antraten. In der 1414 für den geplanten Verkauf aufgestellten Vermögensverzeichnis des Markgrafen Otto wurde für „zu Gebrech das tal“ ein Wert von 450 Gulden angesetzt und ein Streit nicht erwähnt. Allerdings wurde für das Prechtal als einzigem Ort der Zusatz „so es in friden setze“ angebracht, was darauf hindeutet, dass die Situation noch als labil eingeschätzt wurde.
Wie sich der Konflikt um die Herrschaft im Prechtal zwischen Hachbergern/Badenern einerseits und Fürstenberger/Habsburger andererseits abspielte bleibt unscharf. Jedenfalls wurde in einer Urkunde der Fürstenberger vom 11. November 1419 dokumentiert, dass sie nur einen Anteil am Prechtal besitzen.

### Teilweise Religionsfreiheit
In der Erbteilung unter den Söhnen des Markgrafen Christoph I. kam die Markgrafschaft Hachberg mit dem Anspruch auf die Herrschaft Prechtal an Ernst, den Begründer der baden-durlachischen Linie. Dessen Sohn Karl II. führte 1556 die Reformation ein. 1570 entsandte er auch in das Prechtal einen lutherischen Prädikanten. Im fürstenbergischen Kinzigtal wurde unter Graf Wilhelm bereits nach 1540 die Reformation eingeführt, aber von dessen Bruder, Friedrich II. sehr rasch und nachhaltig wieder unterdrückt. Ob während der Regierungszeit des Grafen Wilhelm und des Markgrafen Ernst im Prechtal lutherische Prädikanten tätig waren, ist nicht überliefert. Die Fürstenberger waren nicht in der Lage die Tätigkeit der lutherischen Prediger einzuschränken. Oberprechtal wurde überwiegend protestantisch, während das untere Prechtal wegen seiner Orientierung nach Elzach überwiegend katholisch blieb. Im Prechtal hatten die Untertanen wegen der unterschiedlichen Konfession der beiden Kondominaten die Freiheit zwischen der katholischen und der lutherischen Konfession zu wählen.

### Das Ende des Kondominats

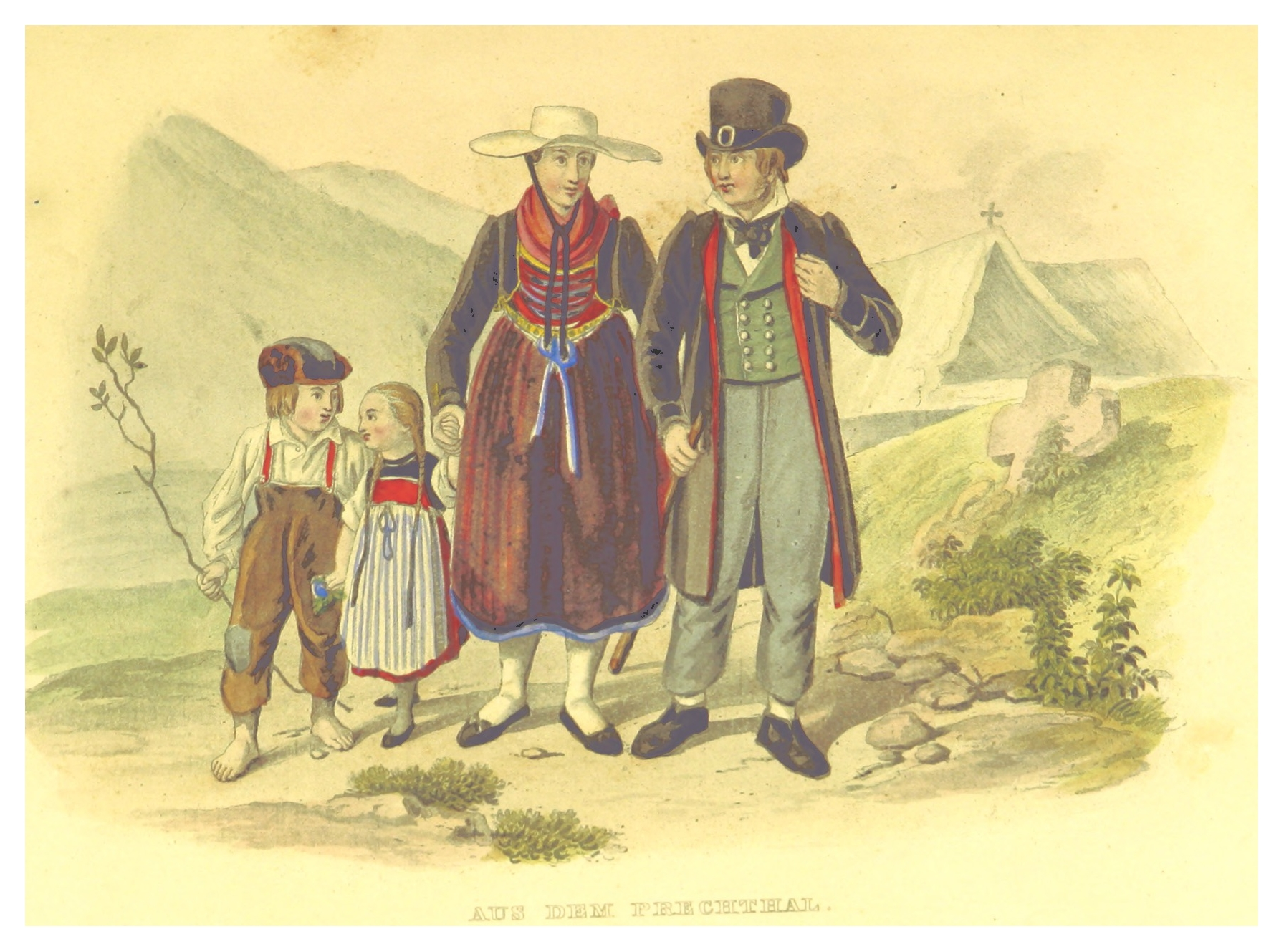
Tracht aus dem Prechtal

Bereits im 16. und 17. Jahrhundert hatte Fürstenberg Versuche unternommen das Kondominat aufzulösen und den Gemeinschaftsbesitz aufzuteilen, was von Baden jeweils abgelehnt wurde. Später gab es von Baden Bestrebungen den Anteil der Fürstenberger zu kaufen, was aber auch zu keinem Erfolg führte.
Die Rheinbundakte (Art. XXIV) hatte 1806 die Mediatisierung des Fürstentums Fürstenberg und dessen Aufteilung auf Baden, Württemberg und Hohenzollern-Sigmaringen zur Folge, wobei der größte Teil mit dem Prechtal an Baden fiel. Staatsrechtlich wurde das Kondominat am 10. September 1806 beendet.
Privatrechtlich war das Gemeinschaftseigentum damit aber noch nicht getrennt. Erst per 1. Januar 1810 endete das Kondominat auch privatrechtlich aufgrund eines Vertrages zwischen der Standesherrschaft Fürstenberg und dem Großherzogtum Baden.

### Das Prechtal im Großherzogtum Baden
Im Großherzogtum Baden wurde Prechtal zunächst dem neuen Amt Hornberg zugeteilt aber schon 1808 dem Bezirksamt Triberg zugewiesen. 1815 kam das Tal zum Bezirksamt Elzach. Nach dessen Auflösung wurde es 1819 dem Bezirksamt Waldkirch zugeschlagen. Von 1936 bis 1939 gehörte Prechtal zum Bezirksamt  Wolfach und seither ist es Bestandteil des Landkreises Emmendingen.

## Das Herrschaftsgebiet und Herrschaftszentrum

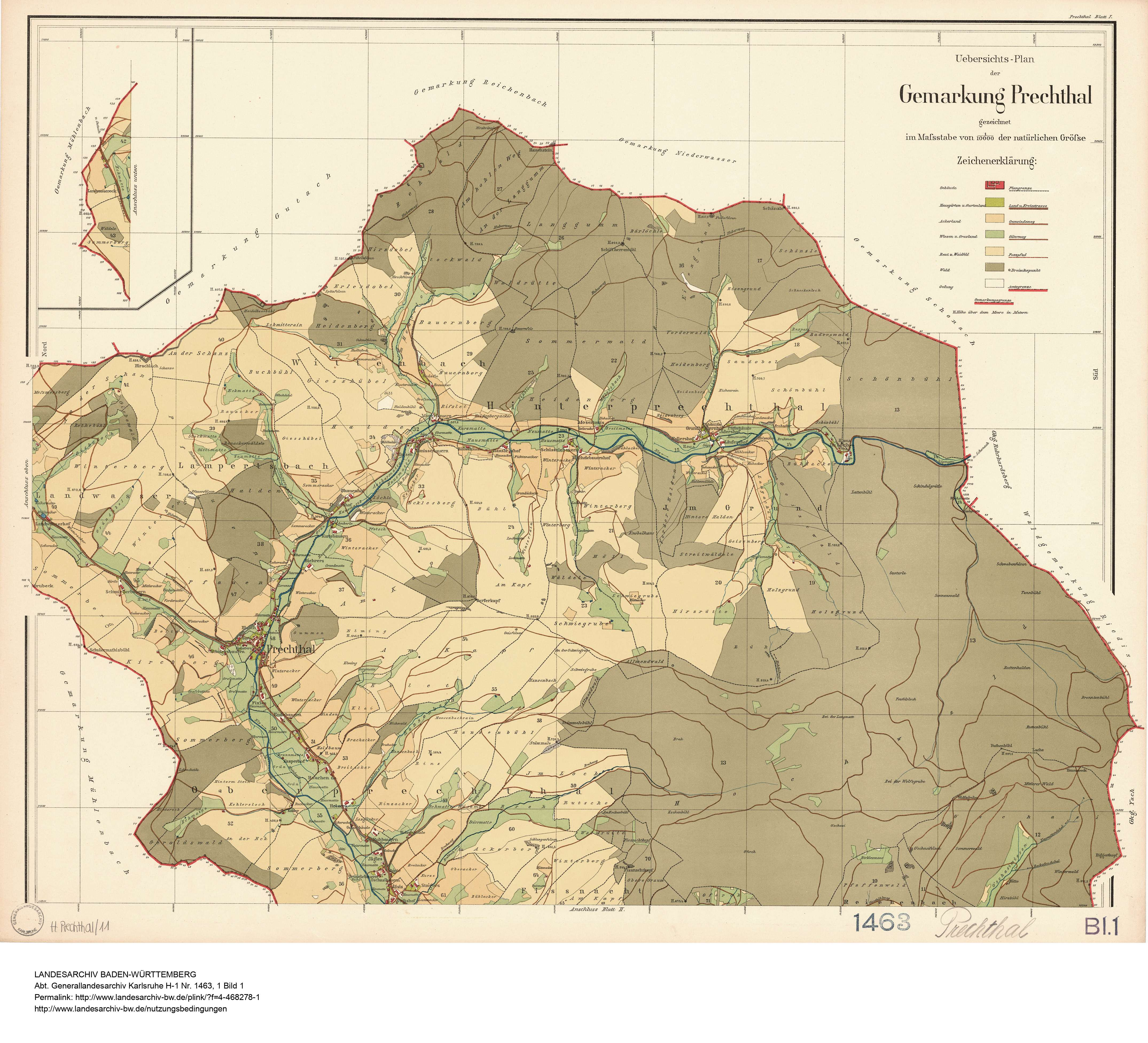

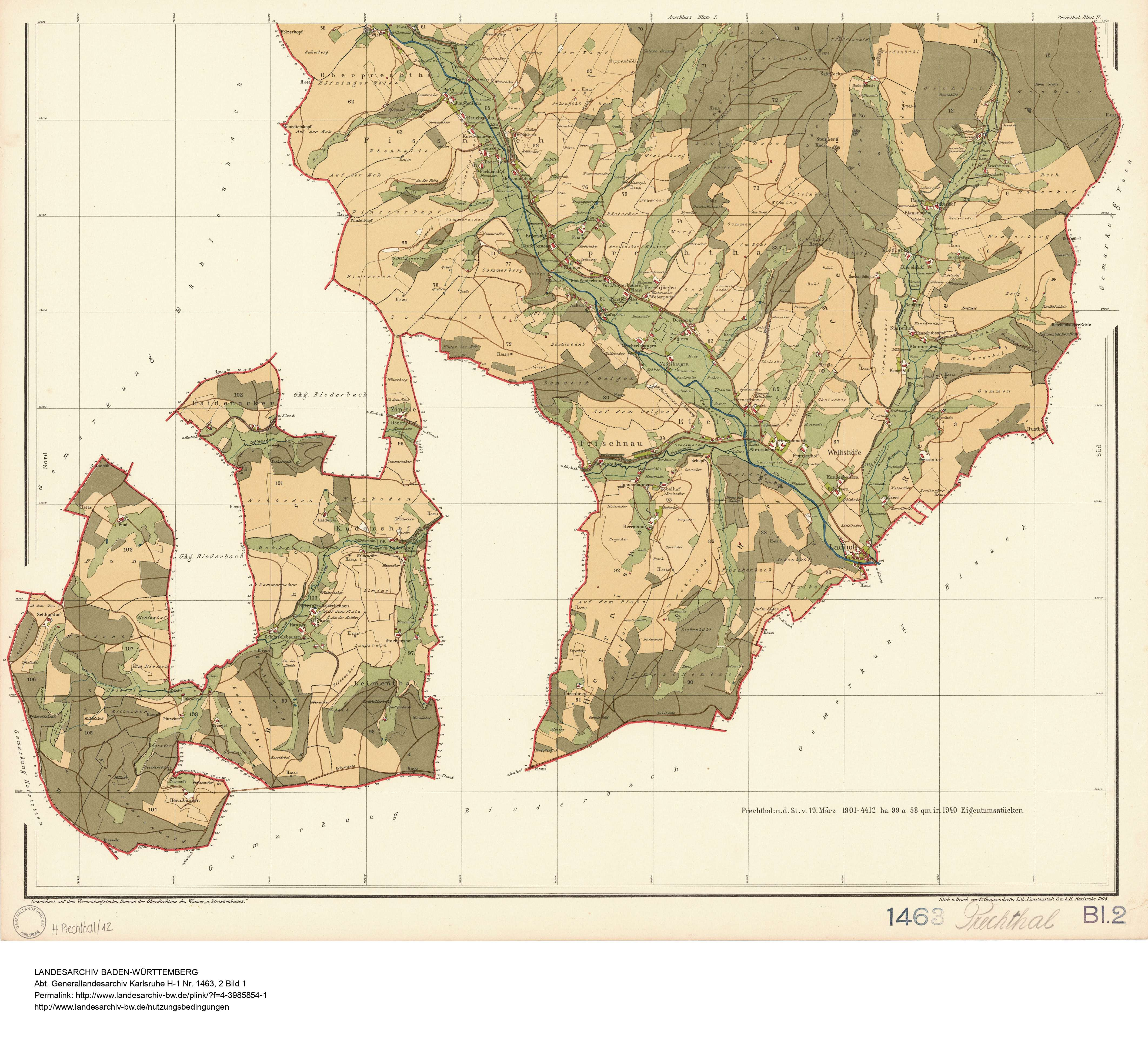
Gemarkung Prechtal

Zum Herrschaftsgebiet gehörten Prechtal, Oberprechtal, Landwasser und Hintertal, Reichenbach, Frischnau, Fisnacht und Ladhof. Die Fläche belief sich auf etwa 50 km². Den Anspruch der badischen Markgrafen auch die Heidburg und Breitebene in das Kondominat einzubeziehen, konnten diese nicht durchsetzen, dieser Anspruch gab aber immer wieder Anlass zu Auseinandersetzungen zwischen Baden und Fürstenberg.
Zentrum der Herrschaft wurde der Ladhof der 1522–1525 von den Kondominanten gekauft und neu aufgebaut wurde. Die erste bekannte urkundliche Erwähnung des Ladhofs datiert von 1465/66. Sein Name wird auf seine Funktion als Umladestation im Güterverkehr zwischen dem Breisgau und Schwaben zurückgeführt. Hier fanden die Treffen der badischen und fürstenbergischen Amtleute statt. Etwa um 1550 wurde das sogenannte Regierjahr eingeführt, womit im jährlichen Wechsel die Amtleute eines Kondominanten die gewöhnlichen Geschäfte der Herrschaft allein führten – für außergewöhnliche oder für die Herrschaft grundlegende Geschäfte war weiterhin die unmittelbare Abstimmung beider Parteien nötig. Wenn die Amtleute sich mehrere Tage im Prechtal aufhielten, so kamen sie im Ladhof unter, der zudem auch als Gerichtssitz, Archiv und Gefängnis diente. Nach der Zerstörung durch einen Großbrand wurde 1745 der Ladhof neu errichtet und das noch heute sichtbare Wappenbild mit den Wappen der beiden Kondominanten dort angebracht.

## Bevölkerung
Um 1816 nach den napoleonischen Kriegen lebten 2185 Menschen in 219 Häusern im Prechtal, wovon 328 Protestanten waren.

## Wirtschaft
Es wurde Obst und Hanf angebaut sowie Viehwirtschaft betrieben. Die Forstwirtschaft spielte eine bedeutende Rolle.

## Rechtliche Stellung
Die Kondominanten in Person des jeweiligen Markgrafen von Hachberg und des Grafen von Fürstenberg bildeten eine Gemeinschaft zur gesamten Hand, was jeweils gemeinsame Entscheidungen in allen Herrschaftsfragen erforderte. Von badischer Seite war das Prechtal dem Oberamt Hachberg unterstellt, Fürstenberg hatte in Haslach den Verwaltungssitz seiner Herrschaft Kinzigtal, dem in der fürstenbergischen Verwaltung das Prechtal zugeordnet war. Mit dem zunehmenden Einfluss der badischen bzw. fürstenbergischen Zentralverwaltungen in Karlsruhe bzw. Donaueschingen wurde die Koordination der gemeinsamen Verwaltung im Prechtal schwieriger.
Mitte des 16. Jahrhunderts war das Prechtal ein selbständiger Hochgerichtsbezirk und stellte staatsrechtlich ein eigenständiges Gebilde dar. Bei allen Differenzen der Kondominanten untereinander waren sie gemeinsam bestrebt, die Rechte ihres Kondominats gegenüber der Nachbarschaft – insbesondere dem habsburgischen Vorderösterreich und der Stadt Elzach zu wahren. Die grundherrlichen Rechte des Stiftes Waldkirch beschränkten sich auf ein rein privatrechtliches Nutzungsrecht an seinen Gütern. Die dörfliche Gemeinschaft konnte sich insbesondere im Bereich der Niedergerichtsbarkeit einige Rechte wahren.